# Klindamicin
A klindamicin félszintetikus antibiotikum, a baktériumok proteinszintézisét gátolja. 
A klindamicin a linkomicin 7-(R)-hidroxil csoportjának 7-(S)-klórszubsztituciójával állítható elő. Az antibiotikum koncentrációjától és a mikroorganizmus érzékenységétől függően bakteriosztatikus vagy baktericid hatású lehet.
Külsőleg és belsőleg egyaránt alkalmazzák.
A klindamicin antimikrobás gyógyszerhatóanyag, mely az iránta érzékeny anaerob, valamint Gram-pozitív aerob baktériumok által okozott fertőzések kezelésében hatékony. In vitro aktívnak bizonyult a bakteriális vaginózis kialakulásában szerepet játszó kórokozók ellen is. 
A klindamicin a bakteriális riboszóma 50S alegységéhez kötődik és meggátolja a fehérjeszintézist. A klindamicinnek elsősorban bakteriosztatikus hatása van. 
A gyógyszer hatásossága alapvetően annak az időszaknak a hosszától függ, amelyben a hatóanyag szintje a patogénre érvényes minimum gátló koncentráció (Minimum Inhibitory Concentration, MIC) felett van.
A klindamicinnel szembeni rezisztencia az alábbi úton alakulhat ki:
A staphylococcusok és streptococcusok rezisztenciája gyakran azon alapul, hogy a metilcsoportok erősebben kötődnek a 23S rRNS-hez (úgynevezett konstitutív MLSB típusú rezisztencia), aminek hatására a klindamicin sokkal kevésbé képes kötődni a riboszómához. 
A meticillin-rezisztens S. auerus (MRSA) baktériumok többségénél fennáll az MLSB típusú rezisztencia, így rezisztensek a klindamicinre. A klindamicin nem használható a makrolidokkal szemben rezisztens staphylococcusok által okozott fertőzések kezelésére, illetve igazolt in vitro érzékenység esetén, mert a kezelés a konstitutív MLSB típusú mutánsok kiszelektálásához vezethet. 
A konstitutív MLSB típusú rezisztenciát mutató törzsek teljes kereszt-rezisztenciát mutatnak a klindamicin és a linkomicin, makrolidok (pl. azitromicin, klaritromicin, eritromicin, roxitromicin, spiramicin) és a streptogramin B tekintetében.

## Készítmények
- Dalacin, Klimicin, Zindaclin

## Fordítás
- Ez a szócikk részben vagy egészben  a   Clindamycin című angol Wikipédia-szócikk fordításán alapul.  Az eredeti cikk szerkesztőit annak laptörténete sorolja fel. Ez a jelzés csupán a megfogalmazás eredetét és a szerzői jogokat jelzi, nem szolgál a cikkben szereplő információk forrásmegjelöléseként.